# بريكفيلدر (رياح)

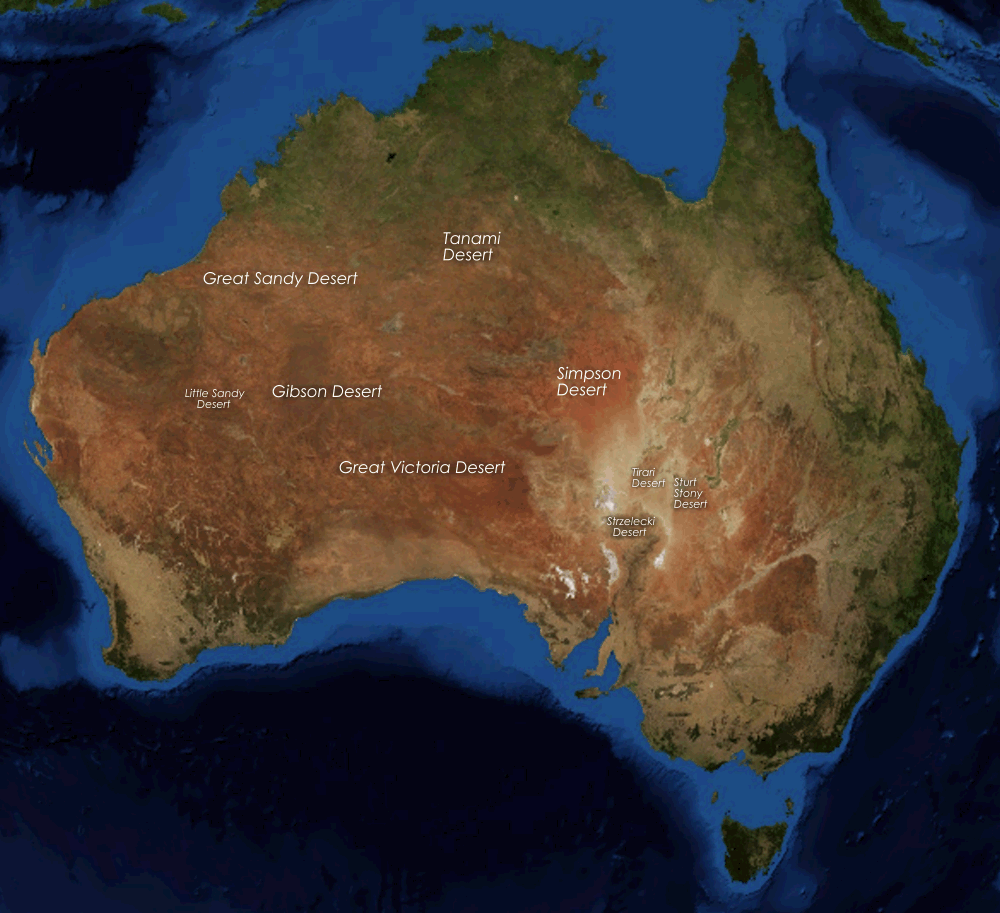

بريكفيلدر  هي رياح قارية حارة متربة معروفة بهذا الاسم في جنوب شرق أستراليا (ولاية فكتوريا) حيث تهب هناك، ويكثر هبوب هذه الرياح في فصلي الربيع والخريف في مقدمة بعض المنخفضات الجوية الجبهية العابرة للقارة الأسترالية من الغرب إلى الشرق.